# Telep
Telep (v srbské cyrilici Телеп) je název pro lokalitu ve městě Novi Sad v Srbsku. Nachází se západně od sídliště Liman, východně od místní části Veternik, jižně od sídliště Bistrica (dříve Novo Naselje) a z jižní strany jej vymezuje řeka Dunaj.
Sídlo, které dnes tvoří především řady nízkých rodinných domů vzniklo v závěru 19. století. Jeho název vznikl zkrácením z maďarského slova település, které označuje sídlo. Původně bylo známé též jako Darányi Telep podle uherského ministra Ignáce Darányiho, který propagoval vznik předměstských sídel, ale spíše slumů. Obyvatelstvo sídla bylo od jeho vzniku většinově maďarské národnosti, převážně sem nejprve přicházeli zaměstnanci železnic. K značnému nárůstu počtu obyvatel došlo v 30. letech 20. století, nakonec ale především v závěru 20. století v souvislosti s příchodem uprchlíků z válek na území Chorvatska a Bosny a Hercegoviny.